# Fonds européen agricole de garantie
Le Fonds européen agricole de garantie (FEAGA) est l’un des deux instruments (avec le Fonds européen agricole pour le développement rural (FEADER)) de financement de la politique agricole commune (PAC). Il remplace, depuis le 1er janvier 2007, le FEOGA (Fonds européen d'orientation et de garantie agricole) section Garantie.
Le FEAGA finance dans le cadre de la gestion partagée entre les États membres et la Commission européenne :
- les restitutions fixées pour l’exportation des produits agricoles vers les pays tiers ;
- les interventions destinées à la régulation des marchés agricoles ;
- les paiements directs aux agriculteurs prévus dans le cadre de la politique agricole commune ;
- certaines actions d’information et de promotion en faveur des produits agricoles sur le marché intérieur de la Communauté et dans les pays tiers, dont la réalisation est effectuée par les États membres ;
- les dépenses liées aux mesures de restructuration de l’industrie sucrière, selon le règlement (CE) n° 320/2006 du Conseil ;
- les programmes en faveur de la consommation de fruits à l’école.

De manière centralisée, ce fonds finance:
- la contribution financière de la Communauté à des actions vétérinaires ponctuelles, à des actions de contrôle dans le domaine vétérinaire, dans celui des denrées alimentaires et des aliments pour animaux, à des programmes d’éradication et de surveillance des maladies animales ainsi qu’à des actions phytosanitaires ;
- la promotion en faveur des produits agricoles, effectuée soit directement par la Commission, soit par l’intermédiaire d’organisations internationales ;
- les mesures, arrêtées conformément à la législation communautaire, destinées à assurer la conservation, la caractérisation, la collecte et l’utilisation des ressources génétiques en agriculture ;
- la mise en place et la maintenance des systèmes d’information comptables agricoles ;
- les systèmes d’enquête agricole ;
- les dépenses relatives aux marchés de la pêche.

(Source Site de la Commission européenne)